# 10671 Mazurova
A 10671 Mazurova (ideiglenes jelöléssel 1977 RR6) a Naprendszer kisbolygóövében található aszteroida. Nyikolaj Sztyepanovics Csernih fedezte fel 1977. szeptember 11-én.